# Leone di Corbridge
Il Leone di Corbridge (in inglese Corbridge Lion) è una scultura romana in pietra arenaria e raffigura un leone sopra una preda (forse un cervo). 
Le misure sono 0,95 m in lunghezza, 0,36 m in larghezza e 0,87 m in altezza. 
In origine era una parte decorativa di un monumento funerario. In seguito fu reimpiegato come fontana ornamentale facendo passare una tubatura attraverso la bocca.

## Storia
Fu scoperto nel 1907 durante gli scavi di Leonard Woolley sui probabili resti di una mansio del II-III secolo d.C. 
Almeno altri quattro leoni in pietra sono stati scoperti a Corbridge: due furono rinvenuti vicino il muro di cinta di un mausoleo del II secolo d.C. a Shorden Brae, nel cimitero appena a ovest della città romana; uno fu trovato all'interno di un muro nel villaggio; un altro (successivamente scomparso) era in un museo privato appartenente a Bartholomew Lumley all'inizio del XIX secolo